# Astronomski krožek Gimnazije Šentvid
Astronomski krožek Gimnazije Šentvid obstaja, v različnih obsegih in z nekaj prekinitvami, že vsaj od leta 1957. Po pričevanju bivšega dijaka, naj bi že pred II. svetovno vojno na gimnaziji brusili zrcala za teleskope. Krožek sodeluje z Astronomskim društvom Vega - Ljubljana. Uporablja observatorij na strehi gimnazije Šentvid. 7. oktobra 2014 je bila na obisku Sunita Williams.